# Дехри
Дехри (англ. Dehri, хинди डेहरी) — город в юго-западной части штата Бихар, Индия, на территории округа Рохтас.

## География
Абсолютная высота — 98 метров над уровнем моря. Расположен на берегу реки Сон (приток Ганга), в 17 км к востоку от административного центра округа, города Сасарам.

## Население
По данным на 2013 год численность населения составляет 153 661 человек.
Динамика численности населения города по годам:
| 1991   | 2001    | 2013    |
| ------ | ------- | ------- |
| 93 694 | 119 057 | 153 661 |

## Транспорт
Через город проходит национальное шоссе № 2. Имеется железнодорожное сообщение.